# Euproctis epidela
Euproctis epidela är en fjärilsart som beskrevs av Turner 1906. Euproctis epidela ingår i släktet Euproctis och familjen tofsspinnare. Inga underarter finns listade i Catalogue of Life.